# Robert de Hales
Pour les articles homonymes, voir Robert Hales et Hales.
Robert de Hales, né vers 1325 à High Halden, dans le Kent, est le fils de Nicolas Hales. Richard II d'Angleterre en fait son Lord grand trésorier, et il est donc responsable de la collecte des taxes. Pendant la Révolte des paysans, lorsque la tour de Londres est prise d'assaut par les rebelles, Hales et d'autres partisans du roi sont pris et décapités le 14 juin 1381 à Tower Hill. Ses propriétés sont léguées à son frère, Nicolas de Hales.